# 福氏巨棘鱸
福氏巨棘鱸，為輻鰭魚綱鱸形目鱸亞目巨棘鱸科的其中一種，分部於西北太平洋日本南部海域，為深海魚類，體長可達8公分，棲息在底層水域，生活習性不明。

## 擴展閱讀
維基物種上的相關：福氏巨棘鱸